# Volo Air Manila 702
Il volo Air Manila 702 era un volo passeggeri non programmato dalla Naval Air Station Agana a Guam all'Aeroporto Internazionale Ninoy Aquino di Manila, con a bordo 33 passeggeri e 12 membri dell'equipaggio; la maggior parte dei quali erano personale della base. Il Lockheed L-188A Electra tentò il decollo dalla pista 6L, ma si schiantò nei pressi di una zona residenziale; la caduta era stata provocata dalla retrazione dei flap ad una quota troppo bassa per liberare il terreno dopo che l'elica del motore numero tre si mise in bandiera. Nello schianto morirono tutte le 45 persone a bordo e una a terra. Gli investigatori conclusero che il pilota avrebbe dovuto seguire la politica aziendale interrompendo il decollo in caso di guasto del motore prima di raggiungere la velocità VR (di decollo).

## L'aereo
L'aereo coinvolto nell'incidente era un Lockheed L-188A Electra con quattro motori Allison 501-D13, registrato come RP-C1061 presso Air Manila International al momento dell'incidente. L'aereo effettuò il suo primo volo nel 1958, quindi venne immatricolato alla Eastern Air Lines come N5502. L'aereo fu poi venduto ad Air Manila il 30 novembre 1971. I registri di manutenzione mostravano che il transponder era indicato come "inutilizzabile". Il motore n.2 verrà spento durante il viaggio verso Guam a causa di problemi meccanici; diversi piloti segnalarono problemi con il motore n. 3 nel registro di manutenzione prima dell'incidente.

## L'equipaggio
Dodici membri dell'equipaggio erano a bordo del volo 702 quando si schiantò a terra: quattro membri dell'equipaggio di cabina, il responsabile del carico, due meccanici e quattro assistenti di volo. Una delle assistenti di volo a bordo era la signora Nelita (Nellie) Ner, 26 anni, di Manila, Filippine. La signora Ner, in precedenza, aveva volato come assistente di volo per la Northwest Orient Airlines, con sede a Manila.
L'equipaggio della cabina di pilotaggio era composto dai seguenti membri:
- Comandante Roberto Javalera, 46 anni, che ha lavorato per Air Manila dal 16 settembre 1964, fungeva da pilota in comando sul volo. Un pilota veterano, con 10.016 ore di volo registrate, di cui circa 2.422 accumulate volando sul Lockheed L-188A Electra. La sua licenza per pilotare l'Electra era valida dal 1 marzo 1976 al 31 agosto 1976. Gli fu richiesto di indossare degli occhiali per ovviare all'ipermetropia, se necessario in volo, ma questo non fu un fattore che influì nell'incidente.
- Primo Ufficiale Ernesto Nacion, 40 anni, il copilota, aveva lavorato per Air Manila dal 17 aprile 1968. La sua licenza di pilota era valida dal gennaio 1976 al 30 giugno 1976. Nacion era certificato come capitano di riserva sull'Electra il 10 marzo 1975. Al momento dell'incidente aveva accumulato 8.906 ore di volo totali, di cui 2.037 sull'Electra.
- Ingegnere di volo Johnathan Javalera (nessuna parentela con il comandante), 32 anni, in servizio per Air Manila dal 28 febbraio 1969.
- Ufficiale di soccorso Salvador Bello, 33 anni, in forza ad Air Manila dal 1 febbraio 1970.

## L'incidente
Il volo 702 si schiantò durante il tentativo di decollo dalla pista 6L della stazione aerea di Agana alle 14:47, ora di Greenwich, il 4 giugno 1976. Pochi secondi dopo il decollo dalla pista, l'elica n. 3 si mise in bandiera. I testimoni riferirono che l'aereo era decollato dalla pista vicino al punto di riferimento dei 7.500 piedi della pista di 10.015 piedi, notando inoltre che, nonostante l'unica elica in bandiera, il decollo sembrava normale. Dopo il guasto l'aereo volò a quote variabili tra 75 e 100 piedi per un po', poi si livellò a 1.600 piedi prima di schiantarsi contro il terreno oltre la fine della pista; scivolando attraverso una collina, finendo contro una recinzione di collegamento a catena e colpendo un'auto sull'autostrada prima di fermarsi in uno spazio vuoto prima di esplodere. Tutte le 45 persone a bordo più il conducente dell'auto colpita dall'aereo rimasero uccise. Due persone che vivevano vicino al luogo dell'incidente riportarono delle ferite gravi causate dall'esplosione.

## Le cause
La causa principale dell'incidente fu la risposta inappropriata dell'equipaggio di cabina al guasto del motore. Il capitano continuò a volare con il motore in avaria nonostante fosse in grado di interrompere il decollo in sicurezza, non avendo ancora raggiunto la velocità VR. L'NTSB ha riportato le cause dell'incidente come: